# Phil Abramson
Philip „Phil“ Abramson (* 13. März 1933 in Omaha, Nebraska; † 5. Juli 1987 in Los Angeles, Kalifornien) war ein US-amerikanischer Szenenbildner.

## Leben
Abramson begann seine Karriere im Filmstab 1960 mit der Filmkomödie Pepe – Was kann die Welt schon kosten. In der Folge arbeitete er an Filmklassikern wie Bullitt und Wie ein wilder Stier. 1978 war er für Steven Spielbergs Science-Fiction-Film Unheimliche Begegnung der dritten Art zusammen mit Joe Alves und Daniel A. Lomino für den Oscar in der Kategorie bestes Szenenbild nominiert, die Auszeichnung ging in diesem Jahr jedoch an Krieg der Sterne.
Abramson war daneben auch als Kostümbildner, Artdirector und Spezialeffektkünstler tätig. Er starb im Alter von 54 Jahren in Los Angeles.

## Filmografie (Auswahl)
- 1960: Pepe – Was kann die Welt schon kosten (Pepe)
- 1968: Der goldene Regenbogen (Finian’s Rainbow)
- 1968: Bullitt
- 1969: Der Gauner (The Reivers)
- 1970: Monte Walsh
- 1972: Auf leisen Sohlen kommt der Tod (Fuzz)
- 1973: Die Rivalin (Ash Wednesday)
- 1975: Unter Wasser stirbt man nicht (The Drowning Pool)
- 1976: Embryo
- 1977: Unheimliche Begegnung der dritten Art (Close Encounters of the Third Kind)
- 1978: Der weiße Hai 2 (Jaws 2)
- 1980: Wie ein wilder Stier (Raging Bull)
- 1981: Die Legende vom einsamen Ranger (The Legend of the Lone Ranger)
- 1981: Sharky und seine Profis (Sharky’s Machine)
- 1985: Sie nannten ihn Stick (Stick)
- 1985: Was für ein Genie (Real Genius)
- 1986: American Wildcats
- 1986: Howard – Ein tierischer Held (Howard the Duck)
- 1987: Tin Men

## Nominierungen (Auswahl)
- 1978: Oscar-Nominierung in der Kategorie bestes Szenenbild für Unheimliche Begegnung der dritten Art